# Divízió II 2020
La Divízió II 2020 è la 10ª edizione del campionato di football americano di terzo livello, organizzato dalla MAFSZ.
A seguito della cancellazione della stagione della HFL a causa della pandemia di COVID-19 del 2019-2021 è diventata de facto il secondo livello nazionale.
Sempre a causa della situazione pandemica il campionato è stato interrotto alla fine della stagione regolare.
Gli Jászberény Wolverines si sono ritirati prima dell'inizio del torneo, perdendo quindi tutti gli incontri 20-0 a tavolino; i Miskolc Renegades si sono ritirati dopo la prima giornata, perdendo tutti gli incontri rimanenti 20-0 e vedendosi annullare il risultato precedente, modificato in una sconfitta 20-0. Fa eccezione lo scontro diretto, il cui punteggio è stato fissato a 0-0 ma che non è considerato ai fini della classifica.

## Squadre partecipanti
| Club                   | Città       | Stadio | Sponsor ufficiale | Risultato nella stagione 2019 |
| ---------------------- | ----------- | ------ | ----------------- | ----------------------------- |
| CFS Guardians          | Makó        |        |                   |                               |
| Diósd Saints           | Diósd       |        |                   |                               |
| Eger Heroes            | Eger        |        |                   |                               |
| Jászberény Wolverines  | Jászberény  |        |                   |                               |
| Miskolc Renegades      | Miskolc     |        |                   |                               |
| Pécs Legioners         | Pécs        |        |                   |                               |
| Rebels Oldboys         | Budapest    |        |                   |                               |
| Szombathely Crushers 2 | Szombathely |        | NBA               |                               |
| Tatabánya Mustangs     | Tatabánya   |        |                   |                               |
| VSD Rangers            | Dunakeszi   |        |                   |                               |

## Stagione regolare

### Calendario

#### 1ª giornata
| 5 settembre 2020 | Rebels Oldboys | 20 – 0 (a tavolino) | Jászberény Wolverines |  |

| 6 settembre 2020 | VSD Rangers | 38 – 15 | Tatabánya Mustangs |  |

| 6 settembre 2020 | CFS Guardians | 20 – 0 (a tavolino) | Miskolc Renegades |  |

#### 2ª giornata
| 13 settembre 2020 | Pécs Legioners | 11 – 0 | Diósd Saints |  |

#### 3ª giornata
| 19 settembre 2020 | Tatabánya Mustangs | 35 – 0 | Szombathely Crushers 2 |  |

| 20 settembre 2020 | Miskolc Renegades | 0 – 0 (a tavolino) | Jászberény Wolverines |  |

#### 4ª giornata
| 26 settembre 2020 | Diósd Saints | 0 – 47 | VSD Rangers |  |

#### 5ª giornata
| 3 ottobre 2020 | Rebels Oldboys | 13 – 21 | CFS Guardians |  |

| 4 ottobre 2020 | Szombathely Crushers 2 | 16 – 57 | VSD Rangers |  |

| 4 ottobre 2020 | Jászberény Wolverines | 0 – 20 (a tavolino) | Eger Heroes |  |

#### 6ª giornata
| 11 ottobre 2020 | Eger Heroes | 42 – 34 | Rebels Oldboys |  |

#### 7ª giornata
| 17 ottobre 2020 | Diósd Saints | 19 – 12 | Szombathely Crushers 2 |  |

| 17 ottobre 2020 | Eger Heroes | 20 – 0 (a tavolino) | Miskolc Renegades |  |

| 18 ottobre 2020 | VSD Rangers | 49 – 6 | Pécs Legioners |  |

| 18 ottobre 2020 | Jászberény Wolverines | 0 – 20 (a tavolino) | CFS Guardians |  |

#### 8ª giornata
| 31 ottobre 2020 | Szombathely Crushers 2 | 12 – 30 | Pécs Legioners |  |

| 31 ottobre 2020 | Miskolc Renegades | 0 – 20 (a tavolino) | Rebels Oldboys |  |

| 1º novembre 2020 | Tatabánya Mustangs | 40 – 8 | Diósd Saints |  |

| 1º novembre 2020 | CFS Guardians | 38 – 28 | Eger Heroes |  |

#### 9ª giornata
| 7 novembre 2020 | Pécs Legioners | 12 – 20 | Tatabánya Mustangs |  |

### Classifiche
Le classifiche della regular season sono le seguenti:
- PCT = percentuale di vittorie, G = partite giocate, V = partite vinte,  P = partite perse, PF = punti fatti, PS = punti subiti

#### Girone Est
| Pos. | Squadra               | PCT   | G | V | N | P | PF  | PS |
| ---- | --------------------- | ----- | - | - | - | - | --- | -- |
| 1    | CFS Guardians         | 1.000 | 4 | 4 | 0 | 0 | 89  | 47 |
| 2    | Eger Heroes           | .750  | 4 | 3 | 0 | 1 | 110 | 72 |
| 3    | Rebels Oldboys        | .500  | 4 | 2 | 0 | 2 | 87  | 63 |
| 4    | Miskolc Renegades     | .000  | 3 | 0 | 0 | 3 | 0   | 60 |
| 5    | Jászberény Wolverines | .000  | 3 | 0 | 0 | 3 | 0   | 60 |

#### Girone Ovest
| Pos. | Squadra                | PCT   | G | V | N | P | PF  | PS  |
| ---- | ---------------------- | ----- | - | - | - | - | --- | --- |
| 1    | VSD Rangers            | 1.000 | 4 | 4 | 0 | 0 | 201 | 37  |
| 2    | Tatabánya Mustangs     | .750  | 4 | 3 | 0 | 1 | 110 | 58  |
| 3    | Pécs Legioners         | .500  | 4 | 2 | 0 | 2 | 59  | 73  |
| 4    | Diósd Saints           | .250  | 4 | 1 | 0 | 3 | 27  | 98  |
| 5    | Szombathely Crushers 2 | .000  | 4 | 0 | 0 | 4 | 40  | 135 |

## Playoff

### Tabellone
|  | Semifinali | Semifinali         | Semifinali |  |  | X Duna Bowl | X Duna Bowl | X Duna Bowl |  |
|  |            |                    |            |  |  |             |             |             |  |
|  | 1          | CFS Guardians      |            |  |  |             |             |             |  |
|  | 1          | CFS Guardians      |            |  |  |             |             |             |  |
|  | 4          | Tatabánya Mustangs |            |  |  |             |             |             |  |
|  | 4          | Tatabánya Mustangs | TBD        |  |  |             |             |             |  |
|  |            |                    |            |  |  |             |             |             |  |
|  |            |                    | TBD        |  |  |             |             |             |  |
|  | 2          | VSD Rangers        |            |  |  |             |             |             |  |
|  | 2          | VSD Rangers        |            |  |  |             |             |             |  |
|  | 3          | Eger Heroes        |            |  |  |             |             |             |  |

### Semifinali
| 14 novembre 2020 | CFS Guardians | - – - (annullata) | Tatabánya Mustangs |  |

| 14 novembre 2020 | VSD Rangers | - – - (annullata) | Eger Heroes |  |

### X Duna Bowl
| 28 novembre 2020 | TBD | - – - (annullata) | TBD |  |

## Verdetti
- TBD Vincitori della Divízió II 2020